# Динитрид тетрасеры
Динитрид тетрасеры — бинарное неорганическое соединение
серы и азота
с формулой S4N2,
тёмно-красные кристаллы или красная жидкость,
не растворяется в воде.

## Получение
- Нагревание в автоклаве суспензии в сероуглероде смеси серы и тетранитрида тетрасеры:

{\displaystyle {\mathsf {S_{4}N_{4}+4S\ {\xrightarrow {110^{o}C}}\ 2S_{4}N_{2}}}}

## Физические свойства
Динитрид тетрасеры образует тёмно-красные кристаллы
тетрагональной сингонии, пространственная группа P 42/nm, параметры ячейки a = 1,125 нм, c = 0,3836 нм, Z = 4
.
Не растворяется в воде, 
растворяется в диэтиловом эфире,
слабо растворяется в этаноле, сероуглероде.
Соединение неустойчиво и начинает разлагаться уже при температуре 0°С.